# Santiago Alba Bonifaz

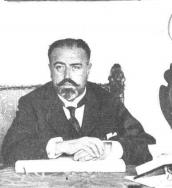
Santiago Alba en 1922

Santiago Alba Bonifaz (Zamora, 23 de desembre de 1872 - Sant Sebastià, 8 d'abril de 1949) fou un advocat, periodista i polític espanyol, va ser ministre de Marina, Instrucció Pública i Belles Arts, de Governació, d'Hisenda i d'Estat durant el regnat d'Alfons XIII.

## Biografia
Nascut en una família de classe mitjana professional, amb importants vinculacions polítiques, era fill d'Obdulia Bonifaz (parent de Manuel Ruiz Zorrilla) i de César Alba García Oyuelos, prestigiós advocat a Valladolid, on Santiago Alba es va criar i va llicenciar-se en dret a la seva Universitat. No obstant això, la seva activitat professional es va inclinar vers el periodisme, fou redactor de La Opinión i gerent d'El Norte de Castilla, periòdic que havia comprat en 1893.
La seva mare va adquirir en enviduar un immoble al municipi càntabre de Noja que més tard, en casar-se amb el que seria el primer Marquès de l'Albaicín, es convertiria en el Palau de l'Albaicín. El 1918, després de patir un accident en xocar el seu cotxe contra un arbre, hi va passar una temporada de descans i meditació.

## Diputat
Casat en 1897 amb Enriqueta Delibes, la seva carrera política en l'àmbit nacional començà quan en les eleccions generals espanyoles de 1901, i com a representant de la Unió Nacional, obté una acta de diputat per la circumscripció de Valladolid. Després de passar a militar al Partit Liberal tornarà a aconseguir un escó per Valladolid en les eleccions de 1903, al qual renunciaria en ser nomenat sotssecretari de la Presidència del Consell de Ministres, i en les eleccions de 1905, al qual també renunciaria per ocupar el lloc de governador del Banc d'Espanya. En les successives eleccions celebrades fins a 1936, tornaria a ser elegit diputat bé per Valladolid, Granada o Zamora sent de destacar que durant els comicis celebrats durant la II República ho fou pel Partit Republicà Radical i que en aquesta etapa va ser president de les Corts entre 1933 i 1935.

## Ministre
Va ser ministre de Marina entre el 30 de novembre i el 4 de desembre de 1906 en un govern Moret. Igualment, va ser ministre d'Instrucció Pública i Belles Arts en dues ocasions: entre el 12 de març i el 31 de desembre de 1912 en un gabinet Canalejas, i entre el 22 de març i el 10 d'octubre de 1918 en un govern Maura. També ocuparia la cartera de Governació dos cops: entre el 31 de desembre de 1912 i el 27 d'octubre de 1913, i entre el 9 de desembre de 1915 i el 30 d'octubre de 1916 en sengles governs presidits pel Comte de Romanones.
Com a ministre d'Hisenda, la seva trajectòria es divideix en dues etapes. La primera ocasió que va ocupar aquesta cartera fou entre el 30 d'abril de 1916 i l'11 de juny de 1917 en sengles gabinets presidits pel comte de Romanones i per García Prieto la seva tasca va estar inspirada per les propostes del Regeneracionisme i va presentar dos importants projectes de llei: el primer, "en defensa dels valors espanyols", prohibint emetre, introduir i anunciar en el mercat d'Espanya títols de deute i altres efectes públics de governs estrangers; el segon, de reforma de la llei d'inquilinats. Després va presentar a les Corts fins a vint-i-dos projectes de Llei referits a la reorganització administrativa, ordenació financera, creació, modificació i ordenació d'impostos, monopolis i de foment de l'economia nacional. També va dur endavant un emprèstit de mil milions de pessetes que va constituir un gran èxit. Durant el seu segon mandat al capdavant d'Hisenda, entre el 9 de novembre i el 5 de desembre de 1918, va haver de plantar cara al problema de les subsistències i dels transports, conseqüència derivada de la gran guerra europea.
Part de les seves mesures apuntaven a una reforma agrària que no es va portar a terme. La seva última etapa ministerial es va desenvolupar al capdavant del Ministeri d'Estat la cartera del qual va ocupar entre el 7 de desembre de 1922 i el 15 de setembre de 1923 en un nou gabinet García Prieto. Durant la Dictadura de Primo de Rivera es va exiliar a França encara que va tornar en 1930 i va rebutjar dirigir un govern després de la caiguda del general Dámaso Berenguer. Posteriorment, després de la revolta militar contra la República de 1936 tornà a exiliar-se, aquest cop a Portugal d'on retornà en 1945 i s'apartà definitivament de la vida política.